# Thành phố kết nghĩa (Parks and Recreation)
"Thành phố kết nghĩa" (tên gốc "Sister City") là tập thứ năm trong mùa hai của Parks and Recreation, và là tập thứ mười bảy trong cả sê-ri phim. Nó được phát sóng lần đầu tiên trên NBC ở Mỹ vào ngày 15 tháng Mười, 2009. Trong tập này, Leslie chào đón một phái đoàn từ Venezuela, người đã thể hiện sự không tôn trọng đến Pawnee và nước Mỹ.
Tập này được viết kịch bản bởi Alan Yang và được đạo diễn bởi nhà sáng lập của sê-ri Michael Schur. Trong tập có sự xuất hiện  của thành viên Saturday Night Live, Fred Armisen, trong vai khách mời Raul, người dẫn đầu phái đoàn từ Venezuela. According to Nielsen Media Research, tập phim được xem bởi 4,69 triệu người xem hộ gia đình, giảm so với tập trước đó. Tập phim nhìn chung được đánh giá tích cực.

## Nội dung
Leslie (Amy Poehler) và sở công viên của Pawnee chuẩn bị cho một chuyến thăm của đoàn của sở công viên từ Boraqua, thành phố kết nghĩa của Pawnee Venezuela. Leslie cảnh báo đồng nghiệp rằng các viên chức Venezuela là những người nghèo, đơn giản. Sau đó, phái đoàn của Venezuela đến, dẫn đầu bởi phó giám đở sở công viên của họ Raul Alejandro Bastilla Pedro de Veloso de Morana, phó giám đốc Ejecutivo del Diputado del Departamento de Parques, L.G.V. (Fred Armisen), Antonio, Jhonny và Elvis. Đã có những xung đột văn hóa ngay lập tức, như khi họ nhầm lẫn Tom (Aziz Ansari) là một người phục vụ và bảo anh ta đi lấy hành lý cho họ. Họ cũng tưởng lầm mình có thể chọn bất kì người phụ nữ nào để quan hệ tình dục; họ đều ưa thích Donna (Retta). Raul và Leslie trao đổi quà trong buổi tiệc chào mừng, nơi mà Raul và những người Venezuela tỏ vẻ khinh người với cư dân của Pawnee, có những lời nói xúc phạm và chế giễu món quà mà Leslie đã tặng họ. Họ tiếp tục ra lệnh cho Tom, anh ta đã tuân theo vì họ boa cho anh ta rất nhiều tiền mặt.
Thực tập sinh người Venezuela Jhonny (JC Gonzalez) yêu April Ludgate (Aubrey Plaza), người đã thuyết phục anh ta cô ấy được nể trọng và có quyền lực. Jhonny mất bình tĩnh và yêu April và gửi cho cô ấy chiếc xe của anh ta để đoán cô ấy nhưng cô ấy dùng nó để đi xem phim với bạn bè. Trong lúc đó, Leslie bảo những người Venezuela rằng cô ấy đang tìm kiếm 35.000$ để lấp một cái hố nhằm xây dựng một công viên. Raul và đồng nghiệp bắt đầu cười, bảo cô ấy rằng họ có rất nhiều tiền từ dầu, rằng họ có thể xây bất cứ thứ gì họ muốn. Leslie, bắt đầu thấy khó chịu với những người Venezuelan, đưa họ đến công viên đẹp nhất của Pawnee để gây ấn tượng. Thay vào đó, họ thấy ghê tởm, và Paul nhầm lần đó là cái hố đã nhắc trước đó. Leslie sau đó đưa họ đến một buổi họp công khai cho họ thấy dân chủ trong đời sống hằng ngày, nhưng tất cả cư dân la hét giận dữ với Leslie. Paul thắc mắc lực lượng cảnh vệ ở đâu để đưa những người phản đối vào tù. Khi Paul nói với Leslie rằng họ sống như vua chúa ở Venezuela và không tuân theo ai cả, cô ta nổi đóa lên, xúc phạm đồng phục của họ và Hugo Chavez. Những người Venezuelan tức giận bỏ ra ngoài.
Leslie tổ chức một cuộc gặp mặt và xin lỗi Raul, người sau đó cũng xin lỗi và xin tặng Leslie một tờ séc 35.000$ để lấp hố. Leslie sợ đó là "tiền bẩn", nhưng chấp nhận. Trong một lần chụp hình sau đó, Raul đặt một máy quay và bảo Leslie nói "Venezuela muôn năm" và "Chavez muôn năm". Leslie ngập ngừng làm theo. Khi Raul bắt đầu nói Tiếng Tây Ban Nha vào máy quay, Leslie bảo April dịch, và biết rằng Raul nói về "Hội đồng làm nhục nước Mỹ". Leslie xé tờ séc 35.000$ và hô to "Viva America", Raul tuyên bố Pawnee tuyên bố Pawnee không còn là thành phố kết nghĩa của họ và bỏ ra ngoài. Leslie khăng khăng sẽ tìm đủ tiền để xây dựng công viên và Tom, được cảm hứng từ hành động của cô ta, bỏ tất cả tiền anh ta kiếm được từ những người Venezuela vào hũ đóng góp. Tập phim kết thúc khi Leslie và Tom later nhận một video trực tuyến từ April, bảo rằng cô ấy và Donna đang đi nghỉ với Jhonny (JC Gonzalez) trong tòa lâu đài Venezuela của anh ta, nơi được canh gác bởi lực lượng bảo vệ.

## Sản xuất
"Thành phố kết nghĩa" được viết bởi Alan Yang và đạo diễn bởi người sáng lập sê-ri Michael Schur. Trong tập phim có sự xuất hiện của diễn viên khách mời Fred Armisen trong vai Raul, phó giám đốc sở công viên người Venezuela. Armisen là một thành viên trong chương trình hài kịch Saturday Night Live của đài NBC, nơi anh ta đã làm việc với diễn viên Poehler và kịch bản gia Schur. Armisen đã đóng vai các nhân vật Venezuela trước đó, và đã  đóng Tổng thống Venezuela Hugo Chavez trên Saturday Night Live. Armisen nói rằng anh ta nhập vai bằng cách nghĩ về người cậu người Venezuela của mình. Nhưng anh ta nói rằng đó là một vai diễn không khó vì "đa số các câu đùa là về đồng phục", bao gồm một chiếc áo khoác quân đội với huân chương, mũ nồi đỏ và một dải băng có màu cờ Venezuela. Đồng phục cũng bao gồm một huy hiệu hư cấu thiết kế bởi Schur, bao gồm hình của Chavez, súng máy, một tháp dầu, một con sư tử và một con vẹt.
Schur nói về nội dung của tập phim, "Họ thấy lạ vì ở Venezuela chính phủ có quyền rất lớn; sở công viên của họ đi lại với sự bảo vệ của đội hộ tống quân đội và đoàn xe. Họ có rất nhiều tiền nhờ dầu và họ (không hiểu) vì sao sở công viên của Pawnee lại ít quyền đến thế." Là một người hâm mộ của Parks and Recreation từ những ngày đầu tiên, Armisen nói rằng anh ấy cười ngay lập tức khi đọc kịch bản, và càng thấy hài hước khi tập dượt kịch bản với các diễn viên. Sau khi làm việc với Armisen, Rashida Jones mô tả anh ta là "một trong những người hài hước nhất hành tin".
Trong tuần đầu tiên kể từ ngày phát sóng chính thức của tập phim, ba cảnh bị bắt đi đã được đăng lên trang web chính thức của Parks and Recreation. Trong clip 100 giây đầu tiên, Ron nói về sự căm ghét của ông cho chủ nghĩa xã hội, và Raul nói rằng anh ta sợ Ron vì bộ ria mép của anh ta, thứ mà anh ta nói rằng làm mình "co rúm trong sợ hãi" (liên tiếp lặp lại từ 'ria mép'). Trong clip thứ hai, Raul thảo luận về những huân chương anh ta nhận được nhờ những thành tựu liên quan đến công viên, bao gồm "loại bỏ những người tiến hành phát biểu trong công viên", "sắp xếp rác để nó không xuất hiện mọi nơi" và "nhìn vào lá". Trong clip dài 100 giây thứ ba, Raul và những người Venezuelan hỏi tại sao Leslie không có một bức tranh sơn dầu lớn trong văn phòng của mình. Sau tranh luận cuối cùng với Leslie, Tom từ chối tuân theo Raul để mở cửa cho anh ta, và Paul gặp khó khăn khi mở nó vì "đã từ lâu ta không làm chuyện này".

## Các tham chiếu văn hóa

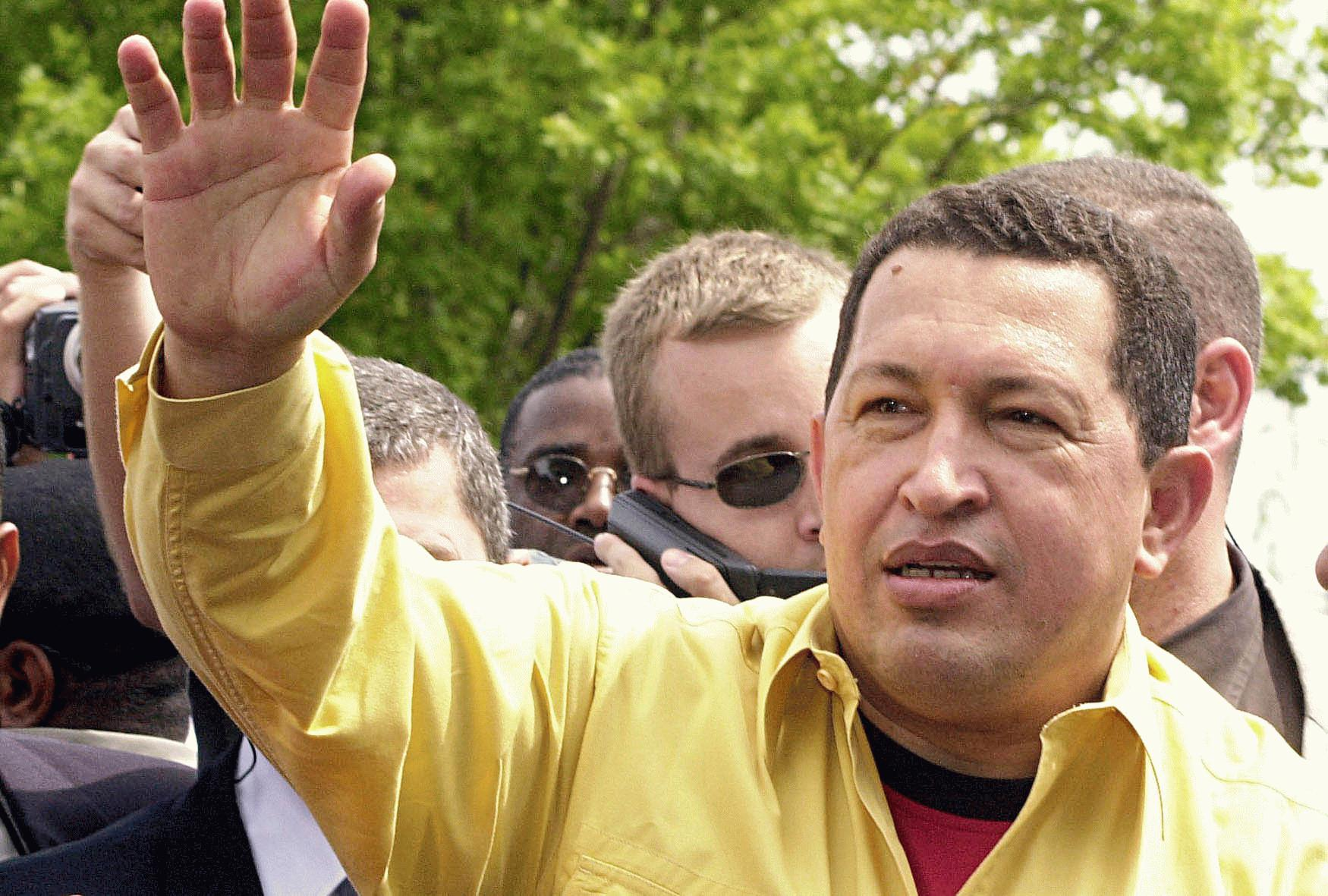
Hugo Chavez (trong hình), tổng thống của Venezuela, được miêu tả một cách tiêu cực trong "Thành phố kết nghĩa.

"Thành phố kết nghĩa" miêu tả Chavez và lý tưởng xã hội chủ nghĩa của ông ta một cách tiêu cực. Kịch bản miêu tả những người Venezuela khinh bỉ và coi thường người Mỹ. Họ liên tục tuyên bố Pawnee và nước Mỹ thua kém so với quyền lực họ có ở Venezuela. Thái độ tiêu cực về người Mỹ của họ được thể hiện cụ thể bằng tên của phái đoàn của họ, Hội đồng làm nhục nước Mỹ, cũng như lời nói của một người trong phái đoàn, "Đây không phải chuyện cá nhân. Chỉ là chúng thôi cảm thấy các bạn rất yếu đuối và thành phố của các bạn thật đáng kinh tởm."
Khi thảo luận có bao nhiêu kênh truyền hình anh ta có được ở Venezuela, Raul nói rằng anh đã biết ai thắng Project Runaway (Nhà thiết kế thời trang), một chương trình truyền hình thực tế trên đài Bravo. Trong khi giữ bình tĩnh trước những lời xúc phạm từ những người Venezuela, Leslie nói rằng cô ta đang làm theo ví dụ của Bộ trưởng Ngoại giao Hoa Kỳ Hillary Clinton, người mà cô ta đã từng nhận xét, "Không ai nhận các cú đấm như bà ta. Bà ta là bao cát mạnh nhất, thông minh nhất trên thế giới." Raul nói thành phố của anh ta cũng là thành phố kết nghĩa với Kaesong, Bắc Triều Tiên, nơi mà anh ta so sánh "tốt hơn nhiều" so với Pawnee.

## Đón nhận
— Henning Fog,
Entertainment Weekly
Trong lần công chiếu đầu tiên vào ngày 15 tháng Mười, 2009, "Thành phố kết nghĩa" được xem bởi 4,69 người xem hộ gia đình, theo Nielsen Media Research. Đó là một con số giảm so với tập phim ở tuần trước đó, "Buổi hẹn tập dượt". "Thành phố kết nghĩa" nhận được đánh giá 2,0/6 từ người xem ở độ tuổi từ 18 tới 49. Tập phim nhìn chung nhận được đánh giá tích cực. Cây bút từ Entertainment Weekly Henning Fog nói rằng "Thành phố kết nghĩa" đã duy trì được phong độ tốt mà mùa hai đã tạo dựng để Parks and Recreation trở thành chuơng trình hài kịch hay nhất của NBC. Fog cũng nói rằng tập phim cũng mở rộng thêm nhân vật bằng việc cho thấy Leslie không phải hoàn toàn dễ bị ảnh hưởng và Tom là một người tốt.
Cây bút từ Salon.com Heather Havrilesky gọi tập phim là một "kinh điển tức thời" và đặc biệt khen sự thể hiện của Fred Armisen. Bà ta nhận xét tập phim " hưởng lợi từ việc các người viết kịch bản tăng cường xử lý từ các bê bối chính trịnh đến các sự kiện ở địa phương theo kiểu của the Onion". Alan Sepinwall từ The Star-Ledger nói rằng đó là "một tập hay nữa", và nhân vật Leslie bắt đầu phát triển đa chiều hơn. Robert Philpot từ Fort Worth Star-Telegram cho rằng chuơng trình vẫn còn giống nhiều với The Office, nhưng "Thành phố kết nghĩa" cho thấy Parks and Recreation có thể cân bằng với The Office về "sự không thoải mái hài kịch". Fowler của IGN nói rằng sự chống Mỹ thể hiện bởi phái đoàn Venezuela "là một bất ngờ hài hước không tự loại trừ nó, tuy đã rất gần". Fowler đặc biệt khen Armisen, người mà cô ta liều lĩnh che bóng dàn diễn viên chính, và hài kịch đả kích của Plaza. Không phải tất cả nhận xét đều tích cực. Cây bút The A.V. Club Leonard Pierce, người nhận thấy mùa hai đang rất hay, cho rằng "Thành phố kết nghĩa" là "tập dở nhất mùa cho đến lúc này, thậm chí là trong cả sê-ri". Pierce gọi sự trào phúng chính trị là "hậu đậu", tính hài hước đi quá xa, và tập phim phải nhận hậu quả từ việc thiếu các diễn viên phụ.

## Phát hành DVD
"Thành phố kết nghĩa", cùng với các tập trong mùa hai của Parks and Recreation, được phát hành trong bộ bốn đĩa DVD tại Mỹ vào ngày 30 tháng Mười Một, 2010. Bộ DVD bao gồm các cảnh đã cắt bỏ trong mỗi tập. Chúng cũng đi kèm với lời bình luận của Amy Poehler, Fred Armisen, Alan Yang và Michael Schur.